# Йенью Аламирью
Йенью Аламирью — эфиопский бегун на длинные дистанции, который специализируется в беге на 5000 метров.
Серебряный призёр Всеафриканских игр 2011 года. Занял 9-е место на Бислеттских играх 2012 года. На чемпионате мира в помещении 2012 года занял 9-е место. Личный рекорд на дистанции 3000 метров в помещении — 7.27,80 — это 3-й результат за всю историю. Победитель пробега 4 Mijl van Groningen 2010 года.
На олимпийских играх 2012 года занял 12-е место. Серебряный призёр соревнований Weltklasse in Karlsruhe 2013 года в беге на 3000 метров с результатом 7.38,57.
Победитель Бриллиантовой лиги 2013 года.

## Сезон 2014 года
1 февраля занял 3-е место на Weltklasse in Karlsruhe в беге на 3000 метров с результатом 7.38,18. 18 мая стал победителем этапа Бриллиантовой лиги Shanghai Golden Grand Prix — 13.04,83. 11 июня стал победителем ExxonMobil Bislett Games — 13.01,57.